# Kurort-Samocwiet
Kurort-Samocwiet (ros. Курорт-Самоцвет) – osiedle w Rosji, w obwodzie swierdłowskim, w rejonie ałapajewskim. W 2010 liczyło 651 mieszkańców.